# Thomas Huber
Thomas Huber (14 de juliol de 1955, a Zúric) és un artista suís que va viure i va treballar a Mettmann, Alemanya, i és actualment resident a Dusseldorf.
Utilitza la pintura com un mitjà de reflexió tautològica sobre l'espai d'exposició com a lloc de representació: a l'Espai 10, de la Fundació Miró, on va realitzar una exposició el 2002, quatre quadres realistes enormes contenien un personatge que els recorria i n'acabava sortint fins a arribar a l'estany del pati nord de la Fundació. Aquesta primera exposició a Espanya es va iniciar amb una conferència inaugural.